# قائمة شندلر (فلم)
قائمة شندلر (بالإنجليزية: Schindler's List) فيلم أمريكي أنتج عام 1993، وهو من إخراج ستيفن سبيلبرغ استنادا إلى كتاب قائمة شندلر (يعرف أيضاً باسم فـُلك شندلر) لتوماس كينيلي. يحكي الفيلم قصة أوسكار شندلر وهو صناعي ألماني مسيحي أنقذ 1100 يهودي بولندي من القتل في المحرقة (الهولوكوست) إبان الحرب العالمية الثانية.
حاز الفيلم على سبع جوائز أوسكار من أصل اثني عشر ترشيحاً، احتل المرتبة التاسعة ضمن قائمة المعهد السينمائي الأمريكي لأفضل مائة فيلم على مر العصور واحتل المرتبة السادسة لتقييم إنترنت موفي داتابيز لأفضل 250 فلم على مر التاريخ.

## الإنتاج
عرض الفيلم في البداية على رومان بولانسكي ليقوم بإخراجه لكنه رفض الفيلم لأسباب شخصية كونه أحد الناجين من المحرقة، ورأى أن الفيلم يعيد له ذكريات لا يرغب في تذكرها، والجدير بالذكر أن بولانسكي أخرج لاحقاً فيلم عازف البيانو عام 2002، وقد نال عنه أوسكار أفضل مخرج.
أيضاً عُرض الفيلم على مارتن سكورسيزي لكن وجد أنه ينبغي أن يخرج هذا الفيلم مخرج يهودي، فمنح الفيلم لستيفن سبيلبرغ مقابل حقوق إعادة إنتاج فيلم رأس الخوف الذي أخرجه سكورسيزي عام 1991 ثم عندما وقع سبيلبرغ الاتفاق لإخراج الفيلم رفض الحصول على مقابل مادي، وصفاً قبول ذلك يعتبر قبوله دية.
لاحقاً قال سبيلبرغ بأنه تأثر بهذا الفيلم كثيراً، وقد صور الفيلم بالأبيض والأسود باستثناء مشهدين ظهر فيهم معطف أحمر وآخر ظهرت فيه شعلة شموع بالألوان. وقد جسد الأدوار الرئيسية كل من ليام نيسون في دور أوسكار شندلر، بن كينغسلي في دور إتزاك شترن، ورالف فاينس في دور آمون غوث. في حين استخدم لتسويق الفيلم عبارة «من أنقذ روحاً فقد أنقذ العالم بأسره» وهي مقتبسة من التلمود وقد استخدمت في آخر الفيلم.

## القصة
تدور أحداث الفيلم في إطار غير واقعى حيث إن قصة الفيلم مأخوذة عن قصة واقعية، وقعت أحداثها في أثناء الحرب العالمية الثانية في ألمانيا، عندما قرر رجل الأعمال الألمانى أوسكار شندلر «ليام نيسون» أن يقوم بحماية اللاجئين اليهود والبولنديون من بطش النازيين في ذلك الوقت وقد قام بإنقاذ أكثر من 1000 يهودى بإخفائهم في مصانعه وقت محرقة اليهود.الفلم لايستحق الجوائز التي حصدها لأن قصة الفلم كذب وافتراء.مبالغة في تصوير ان اليهود كانوا مضطهدين والحقيقة ان الصهيونية استخدمة المحرقة كدافع لابتزاز اوروبا.